# Màkhino
Màkhino (en rus: Махино) és un poble de l'óblast de Saràtov, a Rússia, segons el cens del 2010 tenia 16 habitants. Pertany al districte municipal de Saràtov.